# Batyń
Batyń [ˈbatɨɲ] (Đức Battin)  là một ngôi làng thuộc khu hành chính của Gmina Rąbino, thuộc quận Świdwin, West Pomeranian Voivodeship, ở phía tây bắc Ba Lan. Nó nằm khoảng 5 kilômét (3 mi)  phía tây bắc Rbino, 14 km (9 mi) về phía đông bắc của Świdwin và 101 km (63 mi) về phía đông bắc của thủ đô khu vực Szczecin.
Ngôi làng có dân số 250 người.